# Arben Kokalari
Arben Kokalari (n. 9 iulie 1963, Berat) este un fotbalist albanez care a evoluat la Oțelul Galați din 1991 până în 1994. Apoi, s-a stabilit în portul albanez Berat, unde este patronul unui minihotel.  Este primul străin care a jucat vreodată la Oțelul Galați.